# 张凤宝
张凤宝（1963年—），河北滦县人，汉族，中华人民共和国政治人物，第十一届全国人民代表大会天津地区代表、第十二届全国政协委员、第十三届全国政协委员，2017年4月起任天津大学副校长。
毕业于天津大学化学工程系。九三学社党员。2008年，当选为全国人大代表。2018年1月，当选第十三届全国政协委员。
2023年，当选为天津市政协副主席。